# Abraxas grossulariata
Abraxas grossulariata es una polilla perteneciente a la familia Geometridae, nativa del Paleártico y Norteamérica. Su distintiva coloración moteada le ha valido el nombre común de polilla urraca. La oruga tiene un color similar al del adulto y se puede encontrar alimentándose de las hojas de arbustos como la grosella espinosa y la grosella negra. La especie fue descrita por primera vez por Carlos Linneo en su décima edición de Systema Naturae de 1758.

## Descripción
La longitud del ala anterior es de 18 a 25 mm para y una envergadura total de 32 a 48 milímetros (1,3 a 1,9 plg). Las alas delanteras tienen un llamativo patrón de colores. Presentan un fondo blanco con seis series transversales de manchas negras, asociadas en parte con una banda transversal basal de color amarillo pálido y otra que atraviesa la zona central del ala anterior. Las alas traseras son más pálidas y suelen tener muchas menos manchas oscuras y estas también son más pequeñas. El cuerpo es amarillo con manchas negras.

### Cromosomas sexuales
La distribución de las manchas negras y las bandas amarillas varía considerablemente. La investigación con Abraxas grossulariata condujo al descubrimiento de características ligadas al sexo. Es una especie emblemática en la que la heterogametia femenina se descubrió a principios del siglo XX. En 1906 se publicó un artículo sobre la herencia de una variedad pálida de la polilla urraca (f. lacticolor) que se presenta con mayor frecuencia en hembras que en machos. Luego, inspirado por la teoría del cromosoma «X» limitado a las hembras, se propuso la v. lacticolor como un rasgo ligado al sexo y sugirió que su mayor frecuencia en las hembras se debe a la heterogametia femenina en esta especie.
La forma candida es casi completamente blanca, mientras que la f. nigra, por el contrario, es casi completamente negra o marrón negruzco. Se han nombrado numerosas variantes de color entre estos extremos. Estas variaciones pueden presentarse en cualquier parte del área de distribución, y los nombres que se les dan carecen de carácter nomenclatural. A pesar de esta variabilidad, la especie es tan conspicua que difícilmente puede confundirse con otras especies.

### Huevo
El huevo es ovalado, con base aplanada y una ligera constricción lateral. La superficie, ligeramente brillante, presenta una marcada estructura reticulada. Es de color amarillo con manchas grises.

### Oruga
La coloración de la oruga es tan variable como la de las polillas. Suele ser de un blanco amarillento pálido con numerosas manchas negras. La densidad de las manchas negras puede ser tan alta que da como resultado una oruga completamente negra. Casi siempre presenta una amplia línea lateral de color rojo anaranjado. La cabeza es de color negro brillante. La oruga adulta alcanza una longitud de hasta 32 milímetros.

### Pupa
La pupa es de color marrón brillante a negro con incisiones segmentarias de color amarillo claro o naranja. El cremáster tiene ocho cerdas fuertes en forma de gancho.

## Distribución geográfica
La polilla de A. grossulariata se distribuye desde la península ibérica hasta Asia Central y Oriental (Japón, norte de China y Corea) cada una con varias subespecies. En el sur, su área de distribución se extiende por el norte del Mediterráneo, la península balcánica y Asia Menor hasta las Tierras Altas de Armenia. En el norte se distribuye hasta la zona central de Fenoscandia. La especie está ausente en las islas del Mediterráneo occidental y con menos frecuencia en Escocia. En los Alpes, alcanza los 1500 metros (4921,3 pies) de altitud.

## Hábitat
Esta especie, bastante termófila, se encuentra en jardines con arbustos de bayas, especialmente abundante donde hay grosellas, por lo que en Europa es conocida como la polilla de las grosellas. También se encuentra ocasionalmente en bosques de ribera, a lo largo de arroyos con matorrales frondosos y en zonas urbanas. Su abundancia varía considerablemente. Algunos años, la abundancia de polillas es tal que causa daños a los arbustos, mientras que otros años, apenas se encuentran ejemplares.

## Ciclo de vida
La polilla del grosellas produce solo una generación al año: vuela desde finales de junio hasta agosto. Es un insecto nocturno y sale atraída a la luz. Durante el día, suele descansar abiertamente en la vegetación, pero puede ser molestada con facilidad. Las polillas hembra ponen sus huevos en grupos en el envés de las hojas de sus plantas hospedantes. Después de unas dos semanas, las orugas con huevos eclosionan. Las orugas también son nocturnas y pasan el día en una red suelta entre las hojas de sus plantas hospedantes. Se encuentran de junio a agosto. La pupación ocurre cerca del suelo, en un capullo de red con forma de hamaca, sobre la planta huésped de la oruga.

### Plantas alimenticias
Las orugas se alimentan de las hojas del grosellero (Ribes rubrum y Ribes nigrum) y varios árboles caducifolios como el endrino (Prunus spinosa y Prunus spinosa), epecies Euonymus, especies de avellano, majuelos, del espino cerval y sauces, el cerezo de racimos (Prunus padus), la uva de gato (Sedum telephium), el brezo (Calluna vulgaris), el bonetero y otras plantas. La oruga pasa el invierno entre hojas muertas o en las grietas de las paredes.

## Subespecies
La especie fue descrita científicamente por primera vez por Carlos Linneo en 1758 como Phalaena Geometra grossulariata. Es la especie tipo del género Abraxas. Actualmente se distinguen varias subespecies:
- Abraxas grossulariata grossulariata
- Abraxas grossulariata karafutonis Matsumura, 1925 (Sajalín)
- Abraxas grossulariata conspurcata Butler, 1878 (Japón)
- Abraxas grossulariata dsungarica Wehrli, 1939 (Zungaria)
- Abraxas grossulariata minor Herz, 1905
- Abraxas grossulariata notabilis Wehrli, 1929
- Abraxas grossulariata ribesata Staudinger, 1892